# 伊比拉 (巴西)
伊比拉是巴西圣保罗州的一个市镇。总面积270.748平方公里，总人口11141人，人口密度41.1人/平方公里。